# Лукове (Сяноцький повіт)
Лукове (пол. Łukowe) — лемківське село в Польщі, у гміні Загір'я Сяноцького повіту Підкарпатського воєводства.
Населення — 703 особи (2011).

## Розташування
Знаходиться 7 км на південь від Загір'я, 15 км на південь від Сяніка  і 71 км на південь від Ряшева.

## Історія

Вчителі та учні школи у Луковому на початку 1940-х років.

Перша письмова згадка відноситься до 1449 року — власність Яна Стечковича з Тарнави. Входило до Сяноцької землі Руського воєводства.
У 1772-1918 рр. — у складі Австро-Угорської монархії. У 1881 році село нараховувало 818 мешканців (730 греко-католиків, 18 римо-католиків і 26 юдеїв), греко-католики належали до Вільховецького деканату Перемиської єпархії.
У 1919-1939 рр. — у складі Польщі. В 1934-1939 рр. село було адміністративним центром ґміни.
На 01.01.1939 р. в селі було переважно лемківське населення: з 1450 жителів села — 1320 українців-грекокатоликів, 60 українців-римокатоликів, 35 поляків і 35 євреїв. Село належало до Ліського повіту Львівського воєводства.
Після депортацій українського населення 1944–1946 років та операції «Віслі» у 1947 переважну більшість мешканців села сьогодні становлять поляки. Саме 18-річна уродженка Лукового Марія Петрівна Баран стала 9 травня 1947 р. першим політв'язнем польського концтабору «Явожно» для українців.
У 1975-1998 роках село належало до Коросненського воєводства.

## Церква
Перша згадка про церкву належить до 1761 року.
У 1828 р. збудована мурована церква св. Вмч. Димитра з ініціативи тодішніх власників села родини Трусколяських. У 1867 р. церква поповнилась новими іконостасом і вівтарем. До 1947 р. в селі була парохіяльна греко-католицька церква, яка належала до Ліського деканату Перемиської єпархії. Після виселення українців церква перетворена на костел із втратою частини внутрішнього облаштування.

## Демографія
Демографічна структура станом на 31 березня 2011 року:
|          | Загалом | Допрацездатний вік | Працездатний вік | Постпрацездатний вік |
| -------- | ------- | ------------------ | ---------------- | -------------------- |
| Чоловіки | 361     | 73                 | 252              | 36                   |
| Жінки    | 342     | 82                 | 195              | 65                   |
| Разом    | 703     | 155                | 447              | 101                  |